# Roger Debat
Roger Marius Debat, né le 26 juin 1906 à Constantine (Algérie, alors colonie française) et mort le 9 septembre 1972 à Mandelieu-la-Napoule, est un peintre français.

## Biographie
Roger Debat est le fils du peintre Georges Debat. Il est élève à l'école des beaux-arts d'Alger puis à l'École des beaux-arts de Paris. En 1935, il obtient le prix Eugène-Thirion et deviendra plus tard le directeur des Beaux-Arts de Constantine. Ses œuvres sont de style orientaliste, il peint les rues de Constantine. Il est mort à Mandelieu-la-Napoule (Alpes-Maritimes) en 1972.

## Œuvres référencées
- Le Pont de Sidi Rached, huile sur toile, collection privée[3].

## Expositions
- 1932 : Salon des artistes français, Paris[2]